# 東林肯 (密西西比州)
東林肯（英語：East Lincoln）是位於美國密西西比州林肯縣的非建制地區。

## 地理
東林肯所處的海拔為高於海平面149米（即489英呎），而該地所採用的時區為UTC-6，即北美中部時區（CST）。同時該地設有夏令時間，為UTC-6調快一小時，即UTC-5（CDT）。